# Stazione di Legnago
La stazione di Legnago è una stazione ferroviaria a servizio del comune di Legnago in provincia di Verona. L'impianto si trova sulle linee Verona-Rovigo e Mantova-Monselice.
La gestione degli impianti è affidata a Rete Ferroviaria Italiana (RFI) controllata del gruppo Ferrovie dello Stato.

## Storia
La stazione venne attivata il 28 dicembre 1886 in sostituzione della vecchia stazione posta a 877 m di distanza, e in previsione dell'attivazione della linea per Monselice attivata il 31 dello stesso mese.
Entrambe le linee furono finanziate grazie dall'interesse che lo Stato manifestò con la legge 29 giugno 1873, n. 1475. La città di Legnago fu prescelta come punto di incrocio fra le due linee per via della sua posizione strategica nell'ipotesi di un conflitto bellico con l'Austria-Ungheria. Nel caso in cui le forze austro-ungariche avessero costretto l'esercito italiano sulla difensiva, Legnago avrebbe funzionato come testa di ponte sulla linea dell'Adige in modo da poter fermare una calata da Verona. Per questo motivo era necessario che fosse collegata sia all'interno del possibile fronte, quindi verso Mantova e Rovigo, sia all'esterno (Verona e Monselice). A corollario di questa strategia fu proposta la costruzione di alcune fortificazioni a protezione delle infrastrutture ferroviarie.

## Strutture e impianti
Il fabbricato viaggiatori si sviluppa su due livelli di cui solo il piano terra è fruibile dai viaggiatori. Dal fabbricato principale si diramano poi due corpi di minori dimensioni ad un solo piano.
Il piazzale si compone di cinque binari più altri tre dedicati ai treni merci.
Quelli dedicati al servizio viaggiatori sono dotati di banchina e protetti da una lunga pensilina in ferro battuto. Le banchine sono collegate fra loro da un sottopassaggio.
La stazione è gestita dal Dirigente Movimento (detto informalmente anche capostazione), il cui ufficio è collocato al piano terra del fabbricato viaggiatori (in prossimità del sottopasso per l'accesso ai binari 3-4-6 e della sala d'attesa) e prospiciente al primo binario.
Nella stazione è presente inoltre un Posto di Polizia Ferroviaria del Compartimento Polfer di Verona, competente per l'intera linea.

## Movimento
Il servizio viaggiatori è svolto da Trenitalia. Fino al 31 agosto 2024, la stazione era servita anche dai treni viaggiatori di Sistemi Territoriali.
Circa 107 treni effettuano servizio in questa stazione e le principali destinazioni sono: Monselice, Rovigo, Mantova, Verona Porta Nuova, Padova e durante le fasce pendolari è disponibile una corsa diretta per Venezia Mestre.
Fermano solo treni regionali.

## Servizi
La stazione offre i seguenti servizi:
- Biglietteria self-service (aperta 24/24h).
- Fermata autobus
- Sottopassaggio
- Parcheggio auto e bici.
- Bar.
- Edicola.
- Servizi igienici.
- Sala di attesa.
- Posto di Polizia ferroviaria